# مارینیو (بازیکن فوتبال زاده ۱۹۹۰)

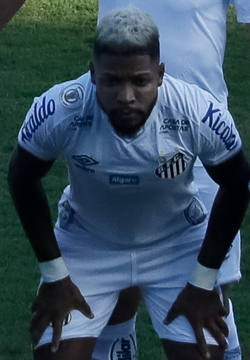
مارینیو در سال ۲۰۱۹

مارینیو (انگلیسی: Marinho؛ زادهٔ ۲۹ مهٔ ۱۹۹۰) بازیکن فوتبال اهل برزیل است.
از باشگاه‌هایی که در آن بازی کرده‌است می‌توان به باشگاه فوتبال فلامینگو، باشگاه ورزشی اینترناسیونال، باشگاه فوتبال فلومیننزه، و باشگاه ورزشی کروزیرو اشاره کرد.